# Miejsce Odrzańskie
Miejsce Odrzańskie (dodatkowa nazwa w j. niem. Mistitz, w latach 1936-45 Schönblick) – wieś w Polsce położona w województwie opolskim, w powiecie kędzierzyńsko-kozielskim, w gminie Cisek.
W latach 1975–1998 wieś administracyjnie należała do ówczesnego województwa opolskiego.
| SIMC    | Nazwa   | Rodzaj     |
| ------- | ------- | ---------- |
| 0492807 | Dąbrowa | przysiółek |
| 0492799 | Lasaki  | część wsi  |

## Historia
Od końca XVIII w. wieś posiadała własną pieczęć gminną, na której wizerunku przedstawiono brony, a nad nimi ptaka.
Urodził się tu Walenty Sojka (1887–1939) – śląski farmaceuta, działacz plebiscytowy i zawodowy.

## Zabytki
Do wojewódzkiego rejestru zabytków wpisane są:
- kościół cmentarny, filialny pw. Świętej Trójcy, drewniany, z 1770 r., wypisany z księgi rejestru
- cmentarz parafialny, z XVIII-XIX w.
- mauzoleum rodziny Reibnitz, z poł. XIX w. (w rzeczywistości rodzina von Reibnitz nigdy tam nie była pochowana, a Joseph Neumann[9])
- park pałacowy, z XVIII-XIX w.